# جوني هيلز
جوني هيلز (بالإنجليزية: Johnny Hills)‏ (24 فبراير 1934 في المملكة المتحدة - 28 نوفمبر 2021) هو لاعب كرة قدم بريطاني في مركز الدفاع. لعب مع إبسفليت يونايتد وتوتنهام هوتسبير ونادي بريستول روفيرز.

## وصلات خارجية
- جوني هيلز على موقع قاعدة بيانات كرة القدم.إي يو (الإنجليزية)